# OS/390
OS/390은 시스템/390 IBM 메인프레임 컴퓨터를 위한 IBM 운영 체제이다.
OS/390은 1995년 말에 선보였으며, 이는 랜디 스텔먼(Randy Stelman)이 완전하게 기능하는 MVS 운영 체제 패키지를 완성하는데 필요한 주요 요소들의 패키징 및 순서를 단순화하기 위한 노력을 통해 탄생했다. 이 요소들은 다음을 포함하지만 이에 국한되지는 않는다:
- DFP(Data Facility Storage Management Subsystem Data Facility Product): 입출력을 활성화하기 위한 접근 방식을 제공한다. (예: DASD 서브시스템, 프린터, 테이프. 유틸리티와 프로그램 관리를 제공한다)
- 잡 엔트리 서브시스템 (JES): 일괄 작업을 제출하고 인쇄를 관리하는 기능을 제공한다.
- IBM 커뮤니케이션스 서버: VTAM과 인터넷 프로토콜 스위트 통신 프로토콜을 제공하는 커뮤니케이션스 서버.

OS/390 패키징 개념에 따른 추가적인 장점은 운영 체제의 신뢰성, 가용성, 서비스 가능성(RAS)을 개선하는 것이며, 고객이 요청하고 수행하는 각기 다른 요소 결합의 수가 극적으로 감소되었다. 이를 통해 고객이 자신들의 환경에서 운영 체제를 테스트하고 디플로이하는데 소요되는 전반적인 시간이 줄어들었을뿐 아니라 요소 차원에서 고객이 보고한 문제(PMR), 오류(APAR), 수정사항(PTF)의 수도 감소하였다.
2001년 12월 IBM은 OS/390을 64비트 IBM 시스템 z 프로세서 지원을 포함하는 것으로 확장하였으며 기타 다양한 개선사항을 추가했고 그 결과 현재의 z/OS가 탄생하였다. IBM은 2004년 말에 구형 OS/390 버전의 지원을 중단하였다.

## 같이 보기
- OS/360
- MVS
- z/OS
- 트랜잭션 처리 기능
- z/VM
- VSE (운영 체제)
- 리눅스 온 z 시스템